# Kokan Shiren

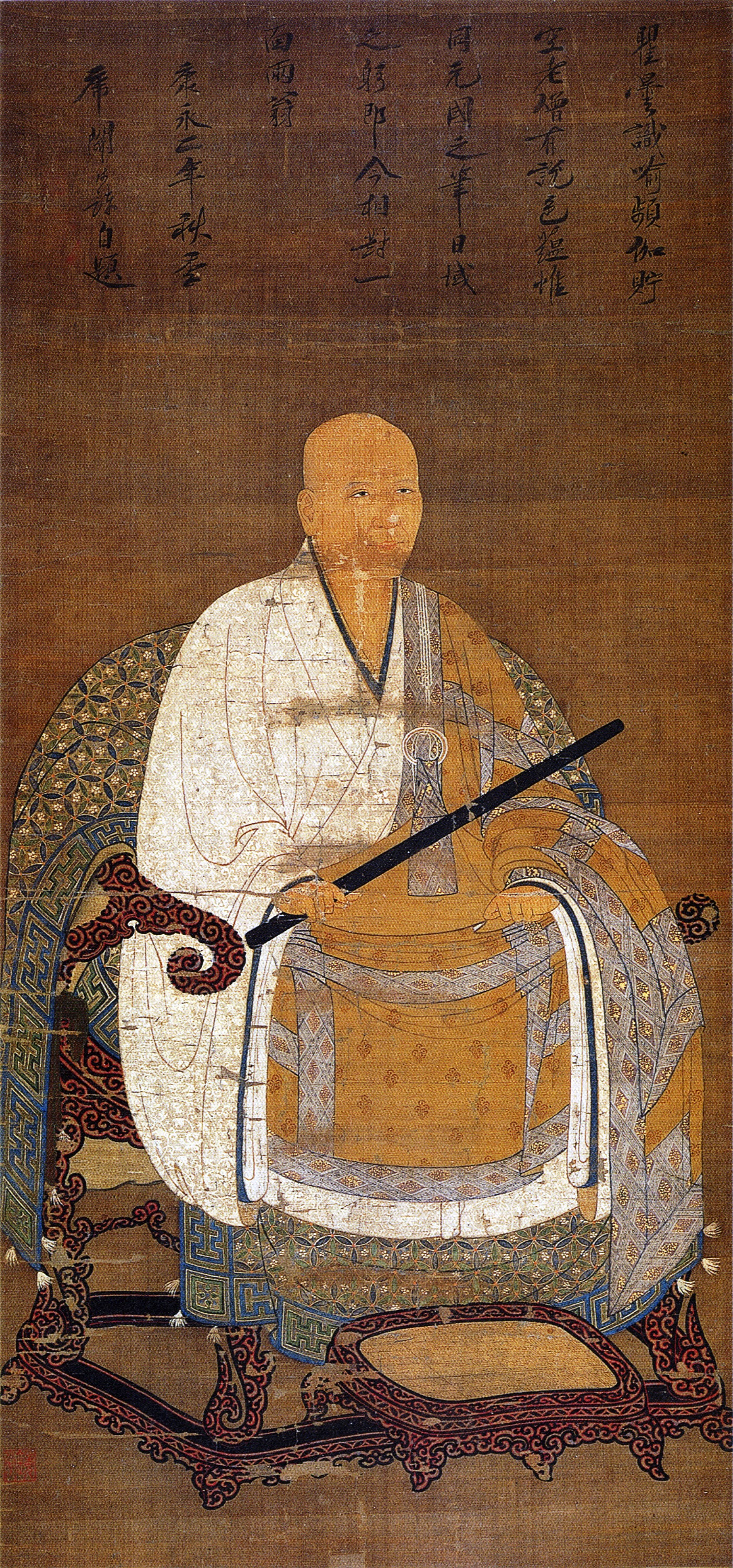
Kokan Shiren

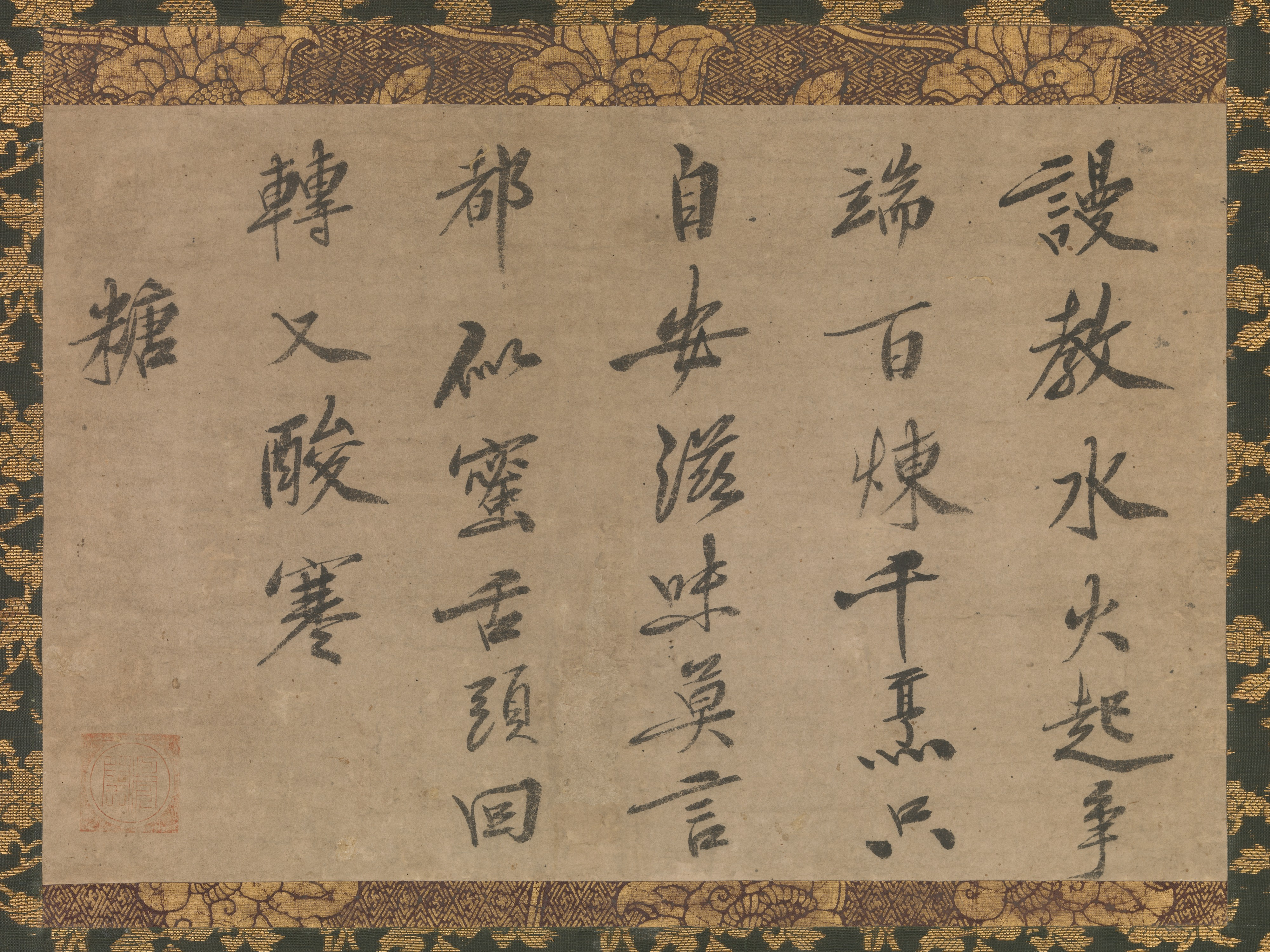
Ein Gedicht über Zucker

Kokan Shiren (japanisch 虎関 師錬; geboren 9. Mai 1278 in Kyōto (Provinz Yamashiro); gestorben 11. August 1346 daselbst) war ein japanischer Zen-Priester in der Kamakura-Zeit und der „Zeit der Nord- und Südhöfe“.

## Leben und Wirken
Kokan Shiren war ein Priester der Shōichi-Schule (宗聖一派) der Rinzai-Richtung des Buddhismus. Im Alter von acht Jahren trat er in den Tempel Sanshō-ji (三聖寺) in der Provinz Yamashiro ein und wurden von Tōzan Tanshō (東山 湛照; 1231–1291) in das Priestertum eingeführt. Er studierte danach im Stadtteil Higashiyama (東山) bei Kian Soen (規庵 祖円; 1261–1313) am Nanzen-ji.
Dann ging Kokan nach Kamakura, wo er bei Tōkei Tokugo (桃渓 徳悟; 1240–1307), Zōzan Junkū (蔵山 順空; 1233–1308), Mui Shōgen (無為 昭元; 1245–1311) und Ichisan Ichinei (一山 一寧; 1247–1317) studierte, und zwar buddhistische Schriften, Zen-Bücher, Konfuzianismus und Poesie. Weiter beschäftigte er dich mit den Gelehrten südlichen Song-Dynastie. Er war – neben Sesson Yūbai (1290–1347) – der repräsentative literarische Mönch der Frühzeit der Tempelgruppe „Gosan“ und wurde mit den acht Familien der Tang- und Song-Dynastie der Frühzeit verglichen.
Darüber hinaus versuchte Kokan, durch die Aufklärung von Ichizan die erste umfassende Geschichte des Buddhismus in Japan zusammenzustellen. Er vollendete 1322 die 30 Bände des „Genkō shakusho“ (元亨釈書). Darüber hinaus beschäftigte er sich mit den  Geheimlehren Tōmitsu (東密) und Taimitsu (台密) und war selbst auch praktizierender Zen-Mönch.
Zunächst wirkte Kokan gleichzeitig im Kangikō-ji (歓喜光寺) im Stadtteil Katō (河東) von Kyōto, im Saihoku-an (済北庵) in der Shirakawa (白河) und im Hongaku-ji (本覚寺) in der Provinz Iga, wurde dann 1332 in den Tōfuku-ji aufgenommen. Er zog 1339 in den Nanzen-ji und zog sich 1341 in den Kaizon-in (海蔵院) des Tōfuku-ji zurück, weshalb er auch „Kaizō Oshō“ (海蔵和尚) genannt wird. Im folgenden Jahr, 1342, wurde ihm der Titel „Honkaku Kokushi“ (本覚国師) verliehen.
Es gibt viele weitere Veröffentlichungen von Kokan, wie „Zengi Gemon Shū“ (禅儀外文集) und 1306 „Shubun Inryaku“ (聚分韻略), in jeweils 46 Sätzen, und eine Reihe von Gedichtsammlungen, wie  „Saihoku-shū“ (済北集) und „Jūzen Shiroku“ (十禅支録). „Butsugo shinron“ (仏語新論) aus dem Jahr 1325 ist eine Abhandlung über die Lankavatara-Sutra.